# Micromerys gurran
Micromerys gurran är en spindelart som beskrevs av Huber 200. Micromerys gurran ingår i släktet Micromerys och familjen dallerspindlar.
Artens utbredningsområde är Queensland. Inga underarter finns listade i Catalogue of Life.